# Mario Balotelli
Mario Barwuah Balotelli (* 12. August 1990 in Palermo) ist ein italienischer Fußballspieler. Der Stürmer spielte auch international.

## Persönliches
Balotelli wurde 1990 als Sohn ghanaischer Immigranten in Palermo, der Hauptstadt der italienischen Mittelmeerinsel Sizilien, geboren. 1993 wurde er der Obhut der Familie Balotelli aus Concesio (Provinz Brescia) anvertraut, bei der er aufwuchs. Da er jedoch nicht adoptiert wurde, blieb ihm die italienische Staatsbürgerschaft zunächst verwehrt. Nach italienischem Recht bot sich ihm erst mit Vollendung des 18. Lebensjahres die Möglichkeit, die italienische Staatsangehörigkeit zu erlangen. Diese Möglichkeit nahm er wahr, sodass er seit dem 13. August 2008 italienischer Staatsbürger ist. Sein jüngerer Bruder Enock Barwuah (* 1993) ist Amateurfußballer.
Balotelli ist Vater einer Tochter, was durch einen Vaterschaftstest im Februar 2014 bestätigt wurde.
2017 wurde er Vater eines Sohnes.

## Vereinskarriere

### Jugend
Von einem kleinen Verein in seiner Nachbarschaft wechselte Mario Balotelli 2001 zum AC Lumezzane. Am 2. April 2006 gab er gegen Calcio Padova sein Debüt in der ersten Mannschaft der Lumezzanesi in der Serie C1. Dank einer Ausnahmegenehmigung konnte er bereits vor seinem 16. Geburtstag im italienischen Profifußball auflaufen und wurde somit zum jüngsten Spieler, der in der Serie C eingesetzt wurde.

### Inter Mailand

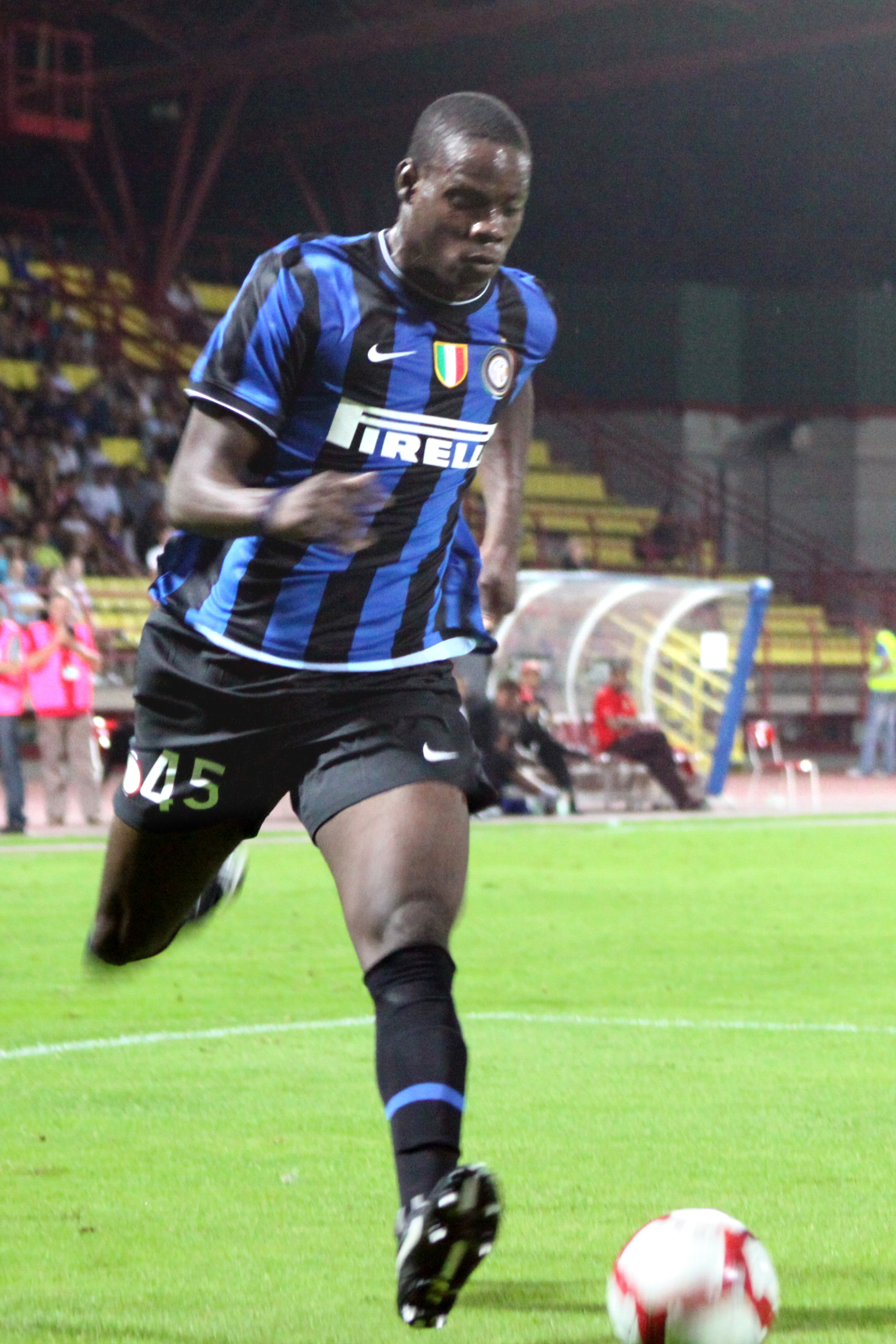
Balotelli 2009 im Trikot von Inter Mailand

Am 31. August 2006 unterschrieb Balotelli einen Dreijahresvertrag bei Inter Mailand. Hier kam er zunächst in der U-17-Mannschaft, der Allievi Nazionali, zum Einsatz; daneben spielte er auch für die Primavera-Mannschaft (U-20). Seine guten Leistungen in der Nachwuchsabteilung der Nerazzurri wurden von der Vereinsführung, vor allem von Vereinspräsident Massimo Moratti, gelobt.
Am 16. Dezember 2007 spielte Balotelli erstmals in der Serie A, der höchsten italienischen Spielklasse. Insgesamt absolvierte er bis Saisonende dort 11 Spiele und erzielte dabei 3 Tore. In der darauffolgenden Saison hatte Balotelli anfangs Probleme mit dem neuen Inter-Trainer José Mourinho. So wurde Balotelli mehrfach aus dem Kader gestrichen, weil er im Training zu wenig Einsatz zeigte. Balotelli konnte sich jedoch in der Rückrunde, vor allem nach dem Weggang von Adriano, als Stammspieler durchsetzen. Dabei erzielte er in 22 Ligaspielen acht Tore.
Im Anschluss an das Champions-League-Halbfinale der Saison 2009/2010 gegen den FC Barcelona wurde Balotelli von Inter-Präsident Massimo Moratti beurlaubt, da er nach dem Spiel sein Trikot ausgezogen und es demonstrativ auf den Boden geworfen hatte. Zwei Tage später, noch vor dem Halbfinal-Rückspiel, wurde Balotelli nach öffentlicher Entschuldigung begnadigt.

### Manchester City

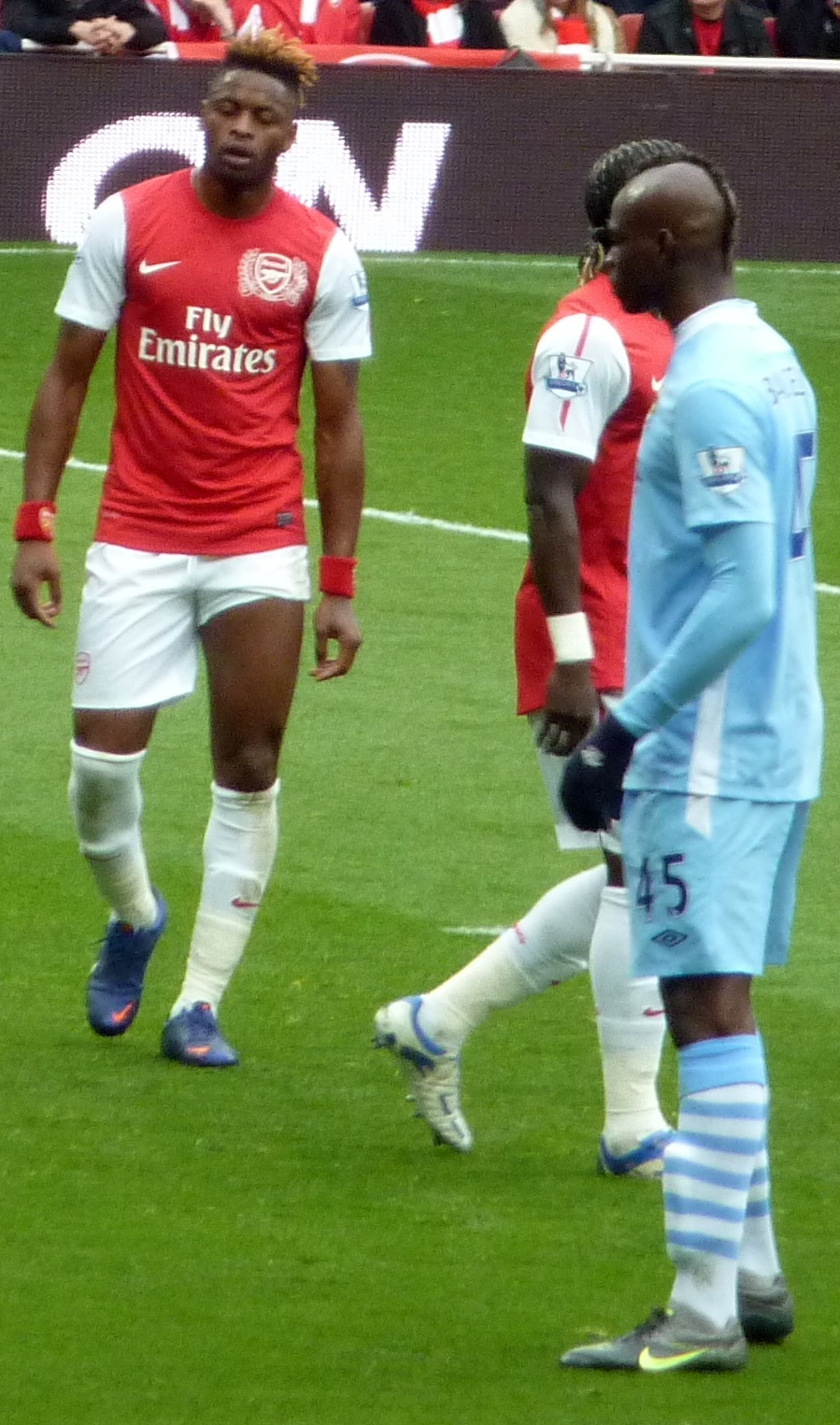
Balotelli (rechts) neben dem Arsenal-Spieler Alex Song (2012)

Am 13. August 2010 unterzeichnete Balotelli wenige Tage nach seinem Länderspieldebüt für die Squadra Azzurra einen auf fünf Jahre befristeten Vertrag beim englischen Erstligisten Manchester City.
In der Saison 2011/12 schoss Balotelli in 23 Ligaspielen 13 Tore. Am 9. April 2012 kündigte Trainer Roberto Mancini nach Balotellis Platzverweis im Spiel gegen den FC Arsenal an, ihn nicht mehr aufzustellen sowie im Sommer zu verkaufen. Als Grund nannte er die fortgesetzten Disziplinlosigkeiten des Stürmers. Trotz Mancinis Ankündigung kam Balotelli am letzten Spieltag der Saison gegen die Queens Park Rangers zu einem weiteren Einsatz, als er beim Stande von 1:2 in der 75. Minute eingewechselt wurde. Er bereitete das entscheidende Tor zum 3:2 vor, das schließlich zur Meisterschaft seines Teams führte.
Da Balotelli wegen diverser Sperren in elf Spielen fehlte, wurden vom Verein Geldstrafen in Höhe von 340.000 Pfund gegen ihn verhängt. Da er sich zunächst weigerte, diese zu bezahlen, sollte der Fall im Dezember 2012 vor Gericht verhandelt werden, Balotelli zog seinen Einspruch gegen die Strafen jedoch vorher zurück. Anfang Januar 2013 kam es zwischen Balotelli und Mancini im Training zu einer Rangelei. In der englischen Liga und der Champions League traf er in der Spielzeit 2012/13 bis zu seinem Wechsel nach Mailand nur zweimal.

### Zwischen Mailand und Liverpool
Am 31. Januar 2013 wechselte Balotelli zurück nach Italien zum AC Mailand. Er unterschrieb einen Vertrag mit Laufzeit bis zum 30. Juni 2017. In seinem ersten Pflichtspiel für Milan erzielte der Stürmer beide Treffer zum 2:1-Sieg gegen Udinese Calcio. In seiner ersten Saison erzielte er für den AC Mailand in 13 Spielen 12 Tore.
Am 25. August 2014 kehrte Balotelli in die Premier League zurück und wechselte zum FC Liverpool. Dort konnte er sich mit nur einem Ligator und 16 Einsätzen aber nicht durchsetzen und kehrte am 27. August 2015 zum AC Mailand zurück. Er erhielt einen bis zum Ende der Saison 2015/16 laufenden Leihvertrag. Er kam auf 20 Serie-A-Einsätze, in denen er einen Treffer erzielte.
Zur Saison 2016/17 kehrte Balotelli zunächst nach Liverpool zurück und stieg ins Mannschaftstraining unter Trainer Jürgen Klopp ein.

### Frankreich
Am 31. August 2016 wechselte Balotelli zum französischen Erstligisten OGC Nizza. Sein Debüt gab er am 11. September, dem 4. Spieltag der Ligue-1-Saison 2016/17, als er beim 3:2-Heimsieg über Olympique Marseille zwei Tore erzielte. Auch im zweiten Ligaspiel, einem 4:0-Sieg gegen den Tabellenführer AS Monaco, traf Balotelli zweimal.
Balotelli erschien nicht zum Trainingsauftakt der Saison 2018/19 in Nizza. Medienberichten zufolge stand er mit Olympique Marseille in Verhandlungen. Der Stürmer absolvierte lediglich zehn torlose Ligapartien.
Am 23. Januar 2019 vermeldete Olympique den Vollzug des Transfers. Balotelli absolvierte bis Saisonende 15 Spiele in der Liga und erzielte 8 Tore. Sein Vertrag endete am 30. Juni 2019.

### Rückkehr nach Italien
Im August 2019 wechselte Balotelli zu Brescia Calcio. Im Verlauf der Saison rutschte er mit dem Verein in den Abstiegskampf. Balotelli selbst hatte mehrfach beim Training gefehlt; Anfang Juni 2020 kündigte der damalige Tabellenletzte Brescia Calcio den Vertrag. Balotelli forderte im Gegenzug eine Entschädigung von 400.000 Euro durch den Verein, da er seiner Meinung nach willkürlich vom Mannschaftstraining ausgeschlossen worden sei.
Nach mehreren Monaten, in denen er vereinslos war, wechselte er zur AC Monza in die Serie B und unterschrieb dort einen Vertrag bis Saisonende. Bei seinem Debüt gegen US Salernitana erzielte er direkt sein erstes Tor für den neuen Verein. Insgesamt kam er auf 5 Tore in 12 Partien für Monza.

### Türkei und Schweiz
Nach einem halben Jahr in Monza wechselte Mario Balotelli im Sommer 2021 zum türkischen Aufsteiger Adana Demirspor und unterschrieb dort einen Dreijahresvertrag. Mit seinem Verein erreichte er den 9. Tabellenplatz in der Süper Lig und wurde mit 18 erzielten Toren zweitbester Torschütze der Saison hinter Umut Bozok.
Nach einem Streit mit Trainer Vincenzo Montella verließ Balotelli den Verein im August 2022 wieder und unterschrieb beim Schweizer Erstligisten FC Sion einen Vertrag bis 2024. Im September 2023 wurde sein Vertrag in Sion aufgelöst. Im Anschluss daran wechselte er zurück nach Adana. Im Sommer 2024 nutzte er eine Klausel auf eine Vertragsverlängerung nicht und verließ Adana wieder.

### Erneute Rückkehr nach Italien
Am 28. Oktober 2024 kehrte er nach Italien zurück und unterschrieb einen Vertrag bei CFC Genua.

## In der Nationalmannschaft
Da Mario Balotelli als Minderjähriger keinen italienischen Pass beantragen durfte, konnte er mehrere Einladungen für die U-15- und U-17-Nationalmannschaften Italiens nicht annehmen.
Am 7. August 2007 erhielt er für ein Freundschaftsspiel im Londoner New Den Stadium gegen die senegalesische Auswahl erstmals eine Einladung zur ghanaischen A-Nationalmannschaft. Diese Einladung lehnte er ab, da er später, nach erfolgter Einbürgerung, für den italienischen Verband spielen wollte. Seit August 2008 ist Balotelli italienischer Staatsbürger und damit für die Nationalmannschaft spielberechtigt.
Bei seiner ersten Partie für die italienische U-21-Nationalmannschaft am 5. September 2008 unter Pierluigi Casiraghi erzielte Mario Balotelli gegen Griechenland ein Tor.
Im Jahr 2009 stand er im Kader der italienischen U-21-Auswahl für die U-21-Europameisterschaft in Schweden. Am 19. Juni erzielte er im zweiten Gruppenspiel gegen den Gastgeber das Tor zum 0:1, danach wurde er wegen eines Fouls durch den französischen Schiedsrichter Tony Chapron mit Rot vom Platz gestellt. Die Kontroll- und Disziplinarkammer der UEFA sperrte Mario Balotelli für ein Spiel. Im Halbfinale scheiterten die Azzurrini gegen den späteren Turniersieger Deutschland.
Am 6. August 2010 wurde Balotelli in das Aufgebot der italienischen A-Nationalmannschaft für das Länderspiel gegen die Elfenbeinküste am 10. August 2010 berufen. Balotelli stand dabei in der Startformation der Squadra Azzurra.

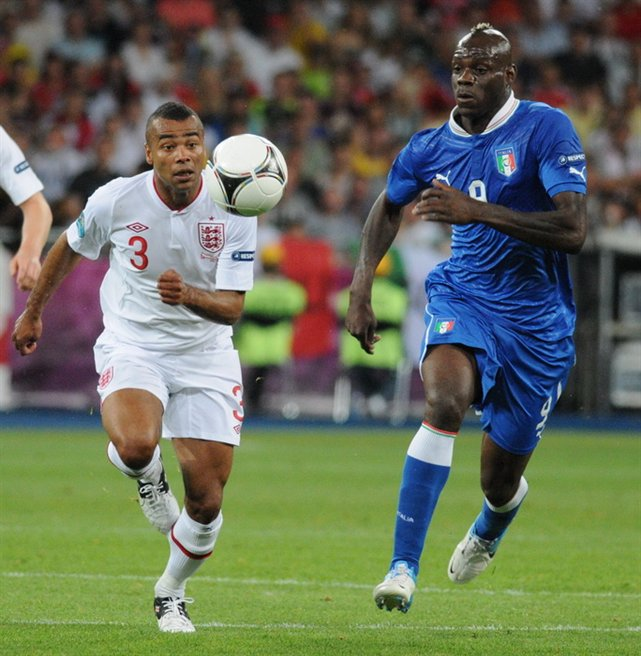
Balotelli (rechts) bei der EM 2012 im Laufduell mit Ashley Cole

Nachdem er 2011 wegen eines rüden Fouls in der Europa League gegen Dynamo Kiew die Rote Karte gesehen hatte, wurde er für das EM-Qualifikationsspiel der Italiener gegen Slowenien wegen Unsportlichkeit nicht nominiert und für das anschließende Premier-League-Spiel auf die Bank gesetzt.
Er nahm mit der italienischen Auswahl an der Fußball-Europameisterschaft 2012 teil. Dabei erzielte er das 2:0 im Gruppenspiel gegen Irland und im Halbfinale gegen Deutschland beide Tore für Italien. Ein Jahr später wurde Italien beim FIFA-Konföderationen-Pokal in Brasilien Dritter.
2014 gehörte Balotelli zu Cesare Prandellis Aufgebot der Squadra Azzurra bei der Weltmeisterschaft in Brasilien und war über die ganze WM Stammspieler. Er schoss den Siegtreffer zum 2:1 gegen England im ersten Gruppenspiel. Nach dem Spiel wurde er zum Man of the Match gewählt. Im zweiten Spiel gegen Costa Rica vergab Balotelli eine große Torchance, das Spiel endete mit einer Niederlage. Die Niederlage gegen Uruguay im dritten Gruppenspiel bedeutete für Italien das WM-Aus.
Unter dem neuen Trainer Antonio Conte wurde Balotelli im November 2014 nur einmal berufen. Er konnte jedoch nicht auflaufen, da er verletzt war. Nach einer schlechten Saison mit Milan wurde er nicht in den Kader der Europameisterschaft 2016 aufgenommen.
Im Mai 2018 gab er beim Debüt von Nationaltrainer Roberto Mancini sein Comeback beim Länderspiel gegen Saudi-Arabien. Er erzielte beim 2:1-Sieg nach 21 Minuten das 1:0. Im Juni und September 2018 war Balotelli zwei weitere Male im Einsatz, wurde in der Folge aber nicht mehr nominiert.

### Spielweise und Image
Balotelli ist ein technisch sehr starker, kräftiger und trotzdem schneller Spieler. Zu seinen Stärken zählen der Torabschluss und Freistöße. Kritisiert wird Balotelli wegen seiner sehr wechselhaften Einsatz- und Laufbereitschaft und damit einhergehender mangelnder Teamfähigkeit. Oft ist zu lesen, dass Balotelli ein begabter Spieler sei, der zu wenig seines Potenzials abrufe. Überspitzt wird auf Balotellis Spielweise gelegentlich die Wendung „zwischen Genie und Wahnsinn“ bezogen.
In Medien und Fan-Kreisen wird er oft „Super Mario“ genannt. Auf dem Platz und außerhalb geriet Balotelli jedoch vor allem in seiner Zeit in England immer wieder in Negativschlagzeilen, was ihm einen Ruf als undisziplinierter und unangepasster Spieler einbrachte.
Balotelli wurde oft Opfer von rassistischen Diskriminierungen. So gab es beispielsweise rassistische Sprechchöre und Beschimpfungen durch Fans von Juventus Turin. Selbst Paolo Berlusconi, damals Vizepräsident des AC Mailand, gab fragwürdige Kommentare über ihn ab. Seine Reaktionen auf derartige Schmähungen waren bisweilen emotional. So äußerte er in einem Interview der französischen Fußball-Fachzeitschrift France Football vor der Fußball-Europameisterschaft 2012: „Wenn mich jemand auf der Straße mit einer Banane bewirft, werde ich ins Gefängnis gehen müssen, weil ich ihn umbringen werde.“ Nach Informationen von Michael Küppers-Adebisi war die von deutschsprachigen Medien als Bodybuilding-Pose missverstandene Geste, die Balotelli während der Fußball-Europameisterschaft 2012 nach einem Tor gegen Deutschland zeigte, eine Reaktion auf erlittene Benachteiligungen und sollte einen Menschen mit gesprengten Fesseln der Sklaverei symbolisieren.
Auch bei seinem Comeback in die italienische Nationalmannschaft ist er mehrfach rassistisch beleidigt worden. Schon davor nutzte Balotelli seine Popularität in den sozialen Medien immer häufiger, um gegen Rassismus im Sport anzukämpfen und sich mit anderen Sportlern zu solidarisieren.

## Erfolge

### Im Verein
- Italienische Primavera-Meisterschaft: 2006/07
- Torneo di Viareggio: 2008
- Italienischer Meister: 2007/08, 2008/09, 2009/10
- Italienischer Supercupsieger: 2008
- Italienischer Pokalsieger: 2009/10
- UEFA-Champions-League-Sieger: 2009/10
- FA-Cup-Sieger: 2010/11
- Englischer Meister: 2011/12

### In der Nationalmannschaft
- Vize-Europameister: 2012
- Dritter des Confed-Cups: 2013

### Persönliche Auszeichnungen
- Torschützenkönig der Coppa Italia: 2007/08
- Golden Boy: 2010
- UEFA-All-Star-Team der Europameisterschaft 2012
- Team des Jahres der Serie A: 2013
- Man of the Match im Spiel England – Italien bei der Weltmeisterschaft 2014
- Spieler des Monats der Ligue 1: März 2019

## Weiteres
Beim Musikpreis Kerrang! Awards 2012 war Balotelli in der Kategorie „Held des Jahres“ nominiert. Ausgezeichnet wurde allerdings Rou Reynolds von Enter Shikari.